# Louis Réard
Louis Réard (Suíça, 1896 – Lausanne, 16 de setembro de 1984) foi um engenheiro e designer de roupas, sendo o inventor do biquíni.
Era engenheiro automobilístico e assumiu uma confecção de lingerie da sua mãe e em julho de 1946. Louis lançou uma roupa de praia em duas peças e colocou o nome de biquíni, assim denominado pelas recentes notícias de testes atômicos ocorridos no Atol de Bikini.